# Fernão de Noronha
Fernão de Noronha (ur. 1470 lub wcześniej, zm. 1540 w Lizbonie) -portugalski administrator Brazylii. 
Fernão de Noronha w roku 1503 otrzymał od króla Manuela I monopol na handel i administrowanie Brazylią, którą zarządzał do 1512 roku. Był reprezentantem spółki zarządzanej przez konwertytów, której celem było wysyłanie co roku statków do Brazylii, badania stu mil wybrzeża, budowanie fortów i bronienie Brazylii przed penetracją Bretończyków i Normadczyków. Fernão de Noronha wystawił sześć karawel do Brazylii, dowódcą których był portugalski żeglarz Gonçalvo Coelho w 1503 roku. Karawele wiozły osadników i materiały do budowy faktorii. Jedna karawela była pilotowana przez Amerigo Vespucci. Okręt rozbił się na mieliźnie w pobliżu wysp koło przylądka São Roque. Wyspy zostały nazwane później jego imieniem - archipelag Fernando de Noronha. 
Fernão de Noronha wzniósł port w Santos. Do 1512 roku sprowadzał z Brazylii do Lizbony drewno brasil i niewolników. W 1532 roku został nobilitowany. 